# Spartakovo povstání
Spartakovo povstání (známé též jako třetí povstání otroků) bylo největší povstání otroků ve starověku, které ohrozilo samotnou existenci mocné Římské republiky. Od předchozích dvou velkých vzpour (první a druhé povstání otroků na Sicílii) se odlišovalo zejména tím, že jeho jádro netvořili otroci, ale gladiátoři. Mělo vojenskou organizaci a jeho vůdce Spartakus vynikal odvahou, organizačními schopnostmi a taktickou vyzrálostí.
Rebelie začala roku 73 př. n. l., když gladiátor Spartakus, původem z Thrákie, zorganizoval v gladiátorské škole v Capui vzpouru, která byla prozrazena, ale podařilo se uniknout skupině asi 70 gladiátorů. Skryli se na hoře Vesuvu, několikrát porazili různě velké oddíly římského vojska a získali jejich zbraně. Postupně se k nim přidávali další otroci, pastevci a v menší míře i svobodní rolníci, až jich nakonec bylo přes 120 000.
Se Spartakovým cílem odvést otroky z Itálie severní cestou část z nich nesouhlasila a pod vedením Gala jménem Crixus se od Spartaka roku 72 př. n. l. oddělila. Tato skupina byla krátce nato poražena u hory na poloostrově Gargano. Spartakovo vojsko, vůči němuž se následně římské vojsko obrátilo, však zvítězilo v několika bitvách v severní Itálii.
Přestože nyní měli otroci cestu přes Alpy volnou, pustili se z neznámých důvodů na jih, obsadili město Thurii (Thurioi), které učinili svou základnou, ale nepodařilo se jim přeplavit na Sicílii.
Mezitím se velitelem římských vojsk stal Marcus Licinius Crassus, který v armádě zavedl disciplínu, postavil nové legie a uzavřel Spartakovy přívržence na Bruttijském poloostrově na jihu Itálie. Spartakovým přívržencům se sice podařilo dostat z obklíčení (71 př. n. l.), ale od hlavního Spartakova vojska se oddělily oddíly pod vedením Gannika a Casta, které byly Římem poraženy. Samotné Spartakovo vojsko bylo nakonec poraženo v Apulii na řece Silarus, kde v namáhavém boji zemřel Spartakus a asi 40 až 60 tisíc vzbouřenců. Poslední skupinu vzbouřenců v severní Itálii nakonec zničil Pompeius, který se právě vracel z Hispánie, za což mu senát dovolil ucházet se o funkci konzula. 6 000 zajatých otroků dal Crassus ukřižovat podél cesty Via Appia.
Spartakovo povstání bylo v průběhu dějin vnímáno jako symbol boje proti otroctví a nespravedlnosti. Stalo se námětem mnoha kulturních děl, od obrazů a soch, přes knihy, divadelní hry a balet, až po filmy a seriály.

## Otroci a jejich vzpoury v Římské republice

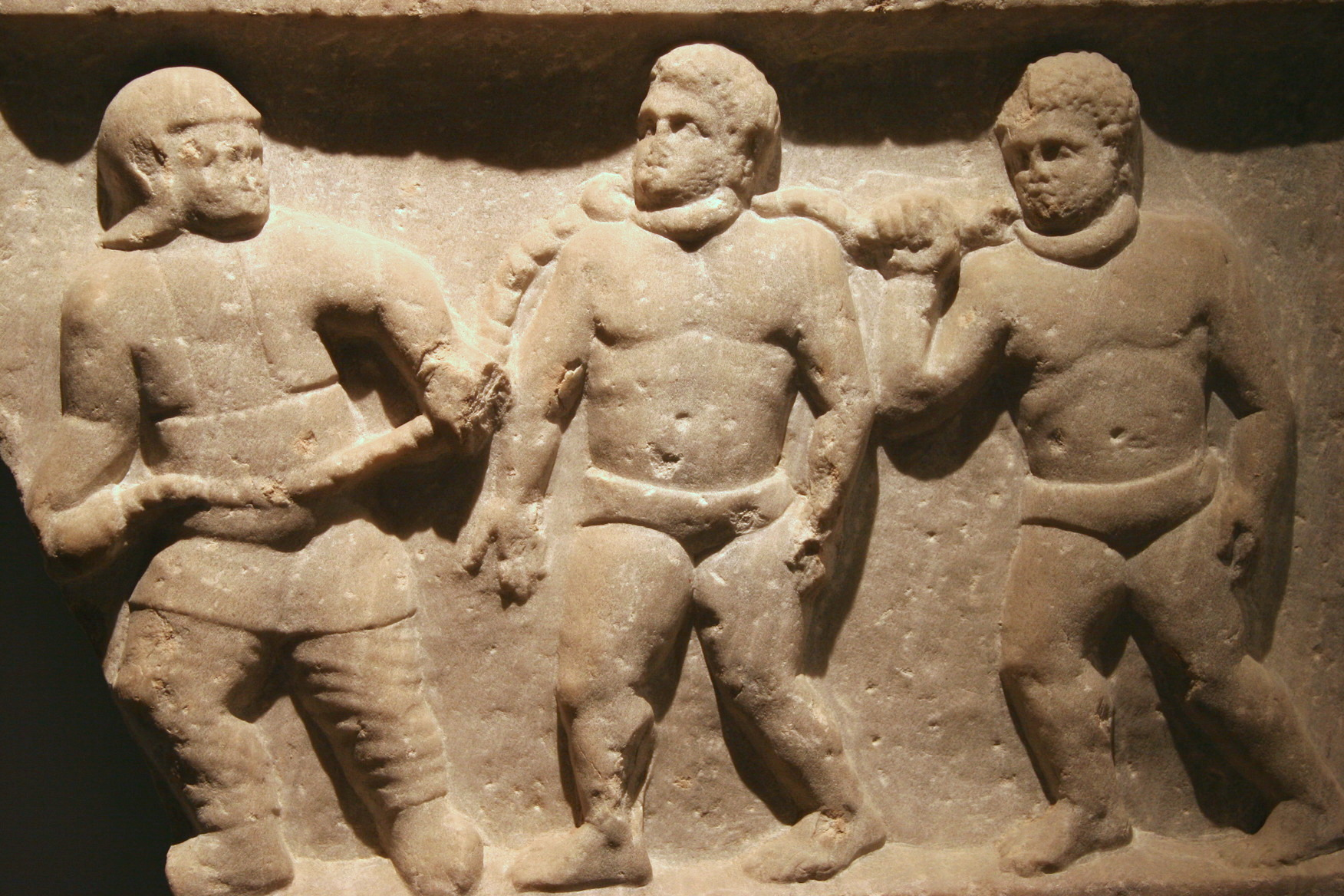
Římští otroci na reliéfu ve Smyrně

Existence vrstvy otroků a jejich zapojení do práce bylo důležitou součástí římské ekonomiky v průběhu celých dějin Římské říše. Otroci byli získáváni různými cestami, především nákupem od obchodníků v periferních oblastech říše a zotročováním obyvatel dobytých území. Během dobyvačných válek ve 2. a 1. století př. n. l. získala římská republika statisíce otroků. Odhaduje se, že v 1. století př. n. l. tvořili otroci asi třetinu obyvatel Itálie, což představovalo asi 2 až 3 miliony z celkem cca 7 milionů. Většina z nich pracovala v domácnostech, ale velká část byla rovněž využívána v zemědělství nebo v dolech, tito především v jižní Itálii a na Sicílii. Jejich práce byla nesmírně namáhavá a v hierarchii otroků se nacházeli de facto nejníže.
Po většinu času existence římské republiky a na většině míst bylo s otroky zacházeno tvrdě a nelítostně. Podle tehdejšího práva nebyl otrok považován za člověka, nýbrž za mluvící a rozumem opatřený nástroj, za součást majetku. Vlastníci mohli otroky zneužívat, bít či zabíjet, aniž by to (ve většině případů) mělo nějaké právní následky.
Velká koncentrace bezprávných osob a kruté zacházení s nimi vedlo k povstáním. V roce 135 (někdy se udává 140) př. n. l. došlo k první velké vzpouře otroků na Sicílii vedené Syřanem Eunusem a jeho generálem Kleonem, kterou Římané potlačili až po několika letech. V roce 104 př. n. l. následovalo druhé povstání, s velmi podobnou organizací i průběhem, k jehož potlačení Římané potřebovali rovněž několik let. Ačkoliv šlo o masivní vzpoury, jež trvaly dlouhou dobu a do nichž se zapojily desetitisíce otroků, nikdy nepředstavovaly zásadní hrozbu pro římskou republiku a nijak neovlivnily srdce říše, tedy Řím a okolní oblasti.

### Gladiátoři

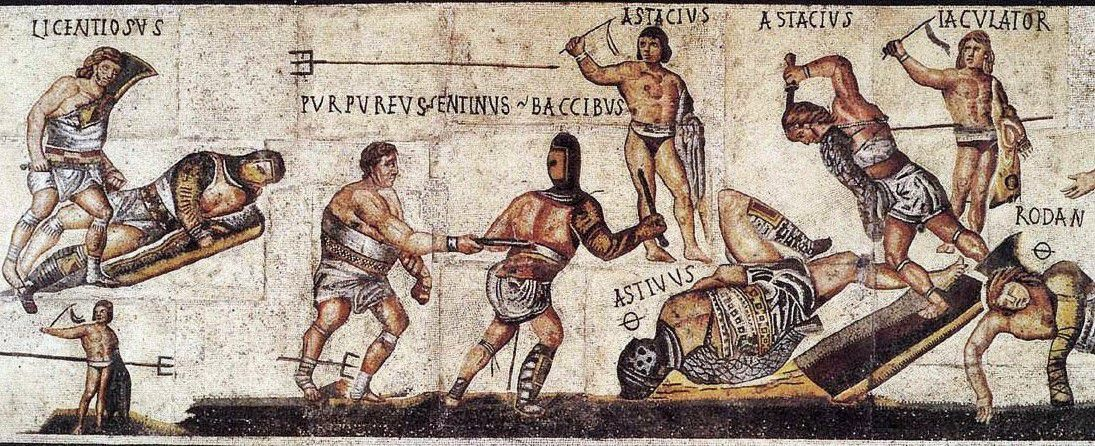
Gladiátoři na mozaice

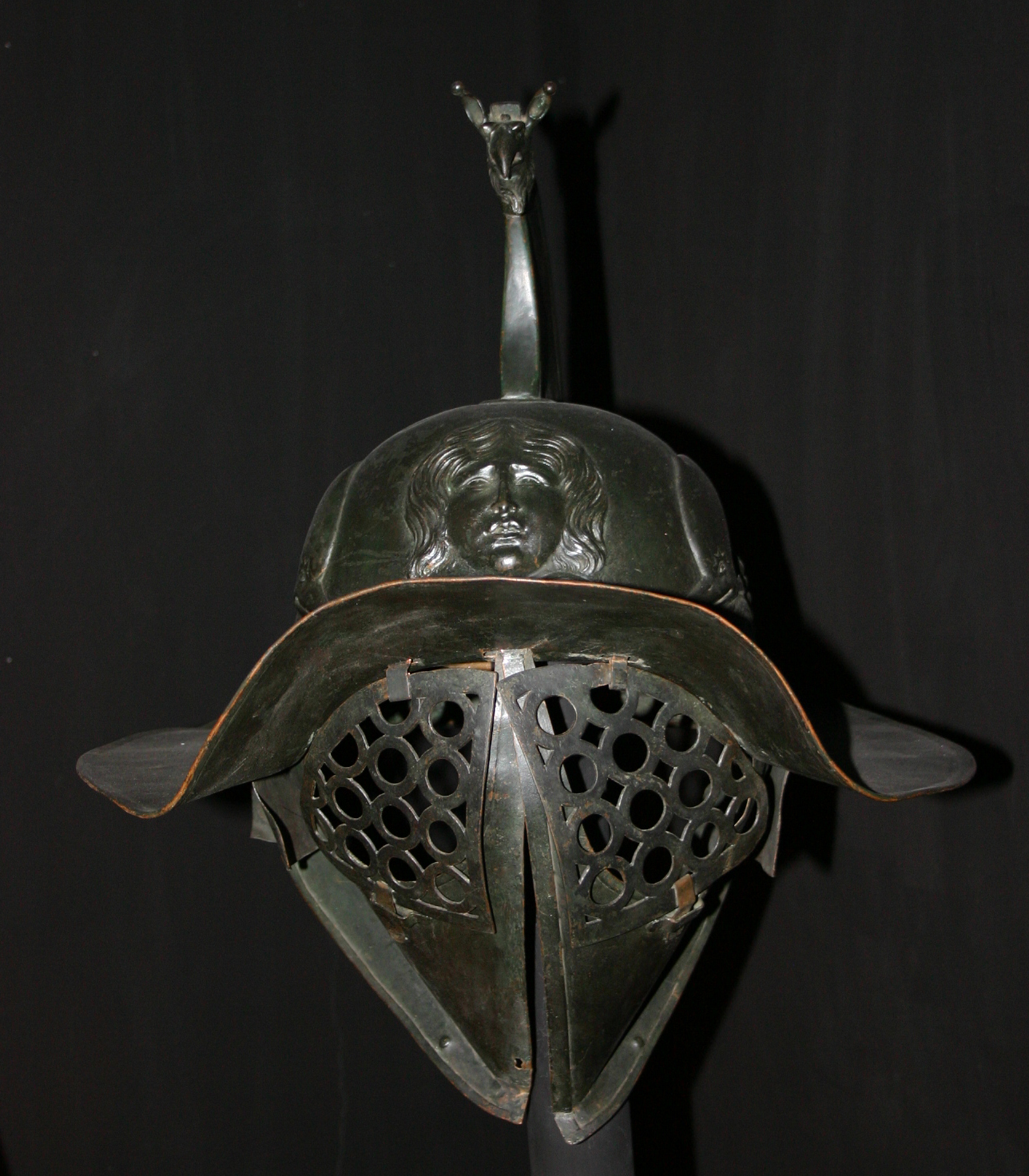
Replika gladiátorské helmy podle originálu nalezeného v Pompejích

Zvláštní sortou otroků byli gladiátoři. Jednalo se o speciálně vycvičené bojovníky, jejichž úkolem bylo zápasit mezi sebou na různých slavnostech a ve speciálních arénách. Gladiátorské školy zvané ludi gladiatorii získávaly většinu svých bojovníků na trhu s otroky, případně z řad těžkých kriminálníků. Výjimečně se gladiátory stávali i dobrovolníci z řad římských občanů. Gladiátoři byli na jednu stranu podrobováni tvrdému výcvikovému režimu a trestáni za jakékoliv přestupky, na straně druhé o ně bylo dobře pečováno z hlediska obživy a péče o zdraví.

## Prameny k povstání
Ačkoliv Spartakovo povstání proběhlo v samém středu Římského impéria, a to v době, o níž existuje množství záznamů, soudobí spisovatelé a historikové se jím prakticky nezabývali. Soustřeďovali se na politické dění a boje s vnějšími nepřáteli (v Hispánii, Malé Asii, s piráty). Psát o povstání otroků se pokládalo za nevhodné, ba téměř ponižující. Římané nepovažovali Spartaka a jeho spolubojovníky za čestné nepřátele, což byl jeden z důvodů, proč se nesnažili tyto události zachytit pro budoucí generace. Později píšící antičtí historikové přece jen dění zaznamenali, zvláště pak Gaius Sallustius Crispus, který povstání zažil v mladém věku a psal o něm asi 35 let po jeho skončení. Naneštěstí jeho obsáhlé dějiny 70. a 60. let prvního století př. n. l. (Historiae) se z větší části ztratily a zachovaly se jen nepatrné fragmenty. Titus Livius, jenž psal v období vlády Octaviana Augusta, sice Spartakovo povstání také podrobně popsal, ale také z tohoto díla se bohužel zachovalo jen několik řádků. Nejdůležitějšími prameny k povstání jsou proto díla řecky píšících historiků Plútarcha a Appiána. Plútarchos sleduje Spartakovu vzpouru v souvislosti s životopisem Marka Licinia Crassa, Appiános v rámci líčení římských dějin (Rhómaika). Kratší zprávy pak lze najít také u dalších autorů. Prameny se v různých detailech rozcházejí, ale obecně lze na jejich základech průběh povstání v hlavních rysech rekonstruovat. Nicméně neexistuje žádný pramen, který by byl vytvořen samotným aktérem povstání, veškeré zmínky jsou psány z pohledu římské, tedy vítězné strany, a navíc většinou lidmi, kteří vzpouru nezažili.

## Historie

### Začátek povstání

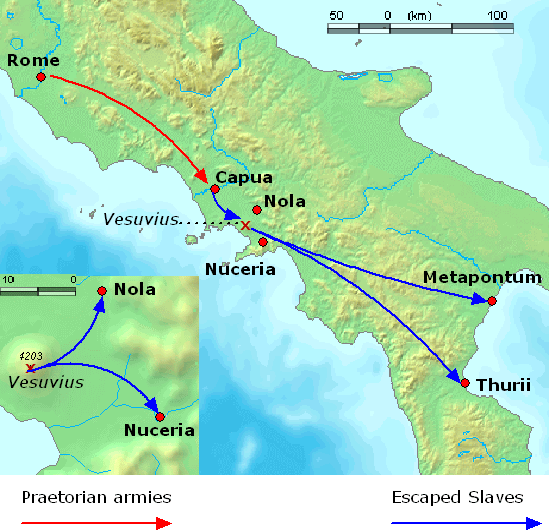
Válečné události z let 73 až 72 př. n. l.

Někdy na jaře roku 73 př. n. l. naplánovala skupina asi 200 gladiátorů útěk z Capujské školy vlastněné Lentulem Batiatem. Jejich plán byl prozrazen, ale 74 z nich přesto za použití kuchyňského náčiní ze školy uniklo. Cestou se jim podařilo ukořistit i množství zbraní, výstroje (ze zásob určených pro jinou gladiátorskou školu) a zemědělského nářadí (od rolníků). Skupinu vedli gladiátoři Crixus, Oenemaus a Spartakus. Mezi nimi vynikal Spartakus (nejspíše polatinštěná forma jména Sparada kos, v překladu asi „Slavný dík svému oštěpu“), zřejmě původem Thrák, podle Plútarcha obdařený značnou odvahou, silou a důvtipem. I Sallustius ho v dochovaném fragmentu svého díla obdivně popisuje jako muže ohromně silného a kurážného. Uprchlíci odrazili útok lokální domobrany a nakonec se usadili na svazích sopky Vesuv, kde se provizorně opevnili.
Po okolí se brzy rozkřiklo, že v oblasti operuje skupina uprchlíků, které se podařilo odrazit římské trestné expedice. K uprchlým gladiátorům se velmi rychle začali přidávat různí otroci z okolních latifundií. V Římě usoudili, že kapujská posádka na znovuzavedení pořádku nebude stačit a vypravili oddíl o síle 3 000 mužů, kterému velel Gaius Claudius Glaber. Římané se nepokusili povstalce napadnout na strmých svazích hory, nýbrž se usadili na úpatí, hlídali zdánlivě jedinou přístupovou cestu a čekali, až na ně vyhladovělí gladiátoři zaútočí. Povstalci však překvapivě slezli údajně nepřístupné skály s pomocí lan spletených z divoké vinné révy a vpadli Římanům do zad. Výsledkem bylo přesvědčivé vítězství, rozprášení Římanů a ukořistění jejich zbraní a zásob.
Následovala druhá římská expedice vedená praetorem Publiem Variniem. Varinius rozdělil své síly na dvě části, jednu vedl legát Furius, druhou praetor Lucius Cossinius. Plútarchos zmiňuje, že Furius velel asi 2 000 mužům, nicméně žádné další detaily k římským oddílům neuvádí. Spartakus nejprve rozprášil Furia a jeho oddíly a pak se vypořádal s Cossiniem. Cossinius byl nejprve zaskočen útokem povstalců, když se zrovna koupal, stačil ještě o vlas uniknout, ale v následném boji byl nakonec zabit. V několika různých střetnutích povstalci římské oddíly pokaždé porazili. Varinius jen se štěstím unikl zajetí, přičemž přišel o své odznaky funkce a o koně. Veškeré vybavení povstalci ukořistili. Spartakovi muži při střetnutí s těmito trestnými výpravami rovněž využili lsti - při jednom z nich obklíčení povstalci předstírali, že jsou stále v táboře a přitom v noci potichu unikli.

### Motivace a organizace povstalců
Zvěst o prvních úspěších povstalců se rychle roznesla prakticky po celé Kampánii. Ke vzbouřencům se začali připojovat nejen zemědělští otroci a pastevci, ale jak tvrdí Appiános, i svobodní z polí, především tedy bezzemci, v malé míře i svobodní rolníci. Ti byli zjevně nespokojeni se svou ekonomickou a sociální situací. Spartakus a další povstalečtí velitelé museli z velmi heterogenní hordy, z větší části v boji zcela nezkušených, lidí utvořit do té míry bojeschopné těleso, které by se dokázalo postavit římské armádě považované za nejlepší vojsko tehdejšího světa. První problém, který museli řešit, bylo to, jaký komunikační jazyk používat. Pravděpodobně šlo o hovorovou latinu, respektive nějakou její formu a to i přesto, že mezi povstalci bylo asi jen málo rodilých mluvčích tohoto jazyka. Jádro povstalců tvořili gladiátoři především galských, germánských a thráckých etnik, kteří se do otroctví dostali buď obchodem nebo byli zajati během válek. Nejpočetnější silou povstalců byli zemědělští otroci, kteří pro své pány předtím pracovali na obilných polích, vinicích a olivových či ovocných sadech, obvykle ve skupinách po 13 až 16 lidech. Další početnou skupinu tvořili pastores neboli pastevci dobytka. Ti nebyli pod tak přísným dohledem, protože se museli pohybovat se svými stády venku i přes noc. Obvykle měli nadprůměrnou fyzickou kondici a navíc ve svém držení i zbraně, aby dokázali svá zvířata uchránit před predátory a zloději. Mnohdy je doprovázeli i pastevečtí psi, kteří vynikali velikostí a nebojácností. Ve vojsku otroků bylo i množství žen, vesměs manželek povstalců. Plútarchos zmiňuje přítomnost Spartakovy manželky, která prý byla věštkyně. Mezi povstalci ovšem prakticky zcela chyběli městští otroci, kteří tvořili zvláštní sortu a od venkovských otroků se v mnoha ohledech lišili.
Výzbroj otrocké armády byla dosti nejednotná a zprvu i velmi slabá. Jen malá část disponovala klasickými kovovými zbraněmi, většina si musela vystačit s různým zemědělským náčiním či pouhými klacky a palicemi. Postupně se ale vybavení zlepšovalo, jak přibývalo kořisti získané od poražených římských legionářů. Rovněž obchodem a vlastní kovářskou výrobou vylepšovali povstalci své vybavení. Nedostatek štítů částečně kompenzovali výrobou malých kruhových štítků potažených zvířecími kůžemi.
Spartakus a další velitelé museli mít velké charisma, nadání a vůdčí a organizační schopnosti, neboť se jim nesourodou masu otroků z mnoha různých etnik a bez jakéhokoliv výcviku podařilo přeměnit v efektivní bojový útvar schopný porážet zkušené římské vojáky. Spartakus zřejmě nebyl nezpochybnitelným vrchním velitelem, ač to antické prameny bezděky uvádějí, spíše se předpokládá, že byl jedním z několika vůdců, kteří si byli víceméně rovni, nejspíše na úrovni primus inter pares. Cílem povstání s největší pravděpodobností nebylo změnit hluboce vžitý otrokářský systém považovaný za přirozený, nýbrž vyvést vykořeněné a sociálním postavením zdeptané lidi z područí Říma a umožnit jim vrátit se do zemí svého původu, ideálně s tučnou kořistí.

### Zostuzení a ohrožení Říma

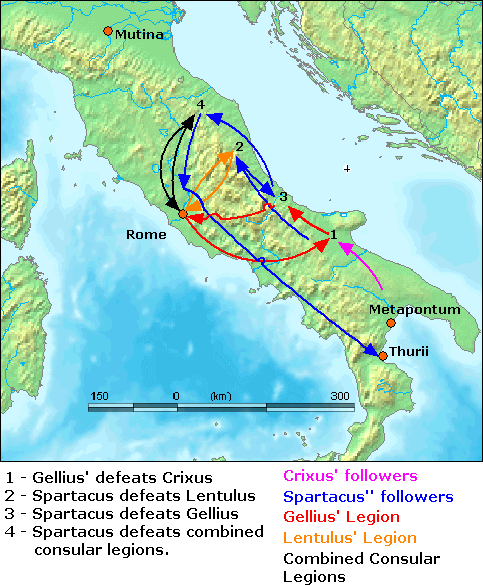
Události z roku 72 př. n. l. podle Appiána

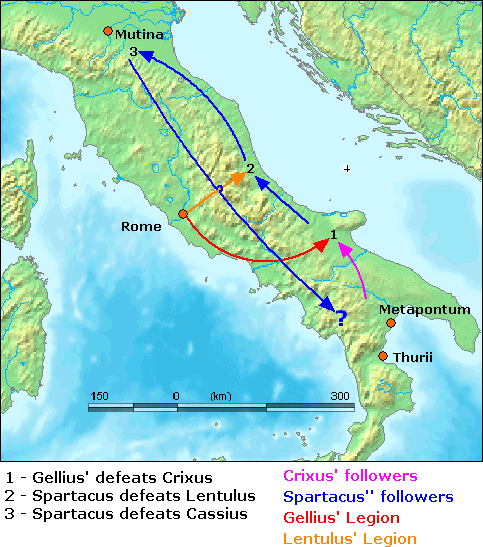
Události z roku 72 př. n. l. podle Plútarcha

Na jaře roku 72 př. n. l. opustili povstalci své zimní tábory a začali se přesouvat na sever směrem k Předalpské Gálii. Tou dobou disponovali dle Appiána zhruba 70 000 muži a jejich strategie se zprvu zaměřila na plenění Kampánie. Vyvrátili několik měst a venkovských vil boháčů a zanechali za sebou mnoho mrtvých. Senát, jenž byl znepokojen porážkou římských expedic vedených Glaberem a Variniem a poničením Kampánie, vyslal dva páry legií, jimž veleli Lucius Gellius Publicola a Gnaeus Cornelius Lentulus Clodianus, aby vzbouřence zastavily. V táboře otroků mezitím došlo k vážným sporům, které nakonec vedly k zásadnímu rozkolu. Plútarchos uvádí, že povstalci nabyli příliš velkého sebevědomí a mnozí přestali Spartaka poslouchat. Od hlavního Spartakova vojska se odtrhla početná skupina (20 000 až 30 000 lidí) vedená Galem Crixem. Sallustius uvedl, že důvodem byl rozdílný názor na další postup povstalců. Zatímco Crixus chtěl vybojovat rozhodující bitvu s Římany, Spartakus hodlal odejít z Itálie. Dvěma římským legiím o počtu cca 10 000 mužů, jimž velel Publicola, se podařilo Crixovo vojsko dostihnout a následně porazit ve velmi krvavé bitvě u hory Gárganon (v anglických překladech Garganus, blíže nespecifikovaná hora na poloostrově Gargano). V boji zahynula většina Crixových stoupenců, což byli především Galové a Germáni.
Spartakus zatím mířil na sever. Jeho skupinu zachytil Lentulus se svým párem legií, ale byl rozdrcen. Tentýž osud stihl následně i Gellia Publicolu a jeho armádu, která předtím porazila Crixa. Oba konzulové se do Říma vrátili s hanbou. Appiános píše, že Spartakus naložil se 300 v boji zajatými Římany tak, že je nechal zápasit mezi sebou jako gladiátory na počest mrtvého Crixa. Spartakus pak pokračoval v postupu na sever, dostal se do údolí řeky Pád a porazil nedaleko města Mutina (nyní Modena) armádu místního prokonzula Gaia Cassia Longina. Cesta k alpským průsmykům byla volná, ale Spartakus náhle změnil názor a rozhodl se otočit zpět k jihu. Důvod, proč tak učinil, není znám a historikové jsou o tom nuceni jen spekulovat. Římanům bylo definitivně jasné, že nejde jen o lokální potíž, ale o smrtelně nebezpečnou vzpouru, vůči níž musí zmobilizovat veškeré síly. Appiános tvrdí, že Spartakus dokonce uvažoval o útoku na samotné město Řím, ale upustil od toho, neboť si byl vědom, že jeho armáda není schopná rozsáhlé obléhací operace.

### Crassus versus Spartakus

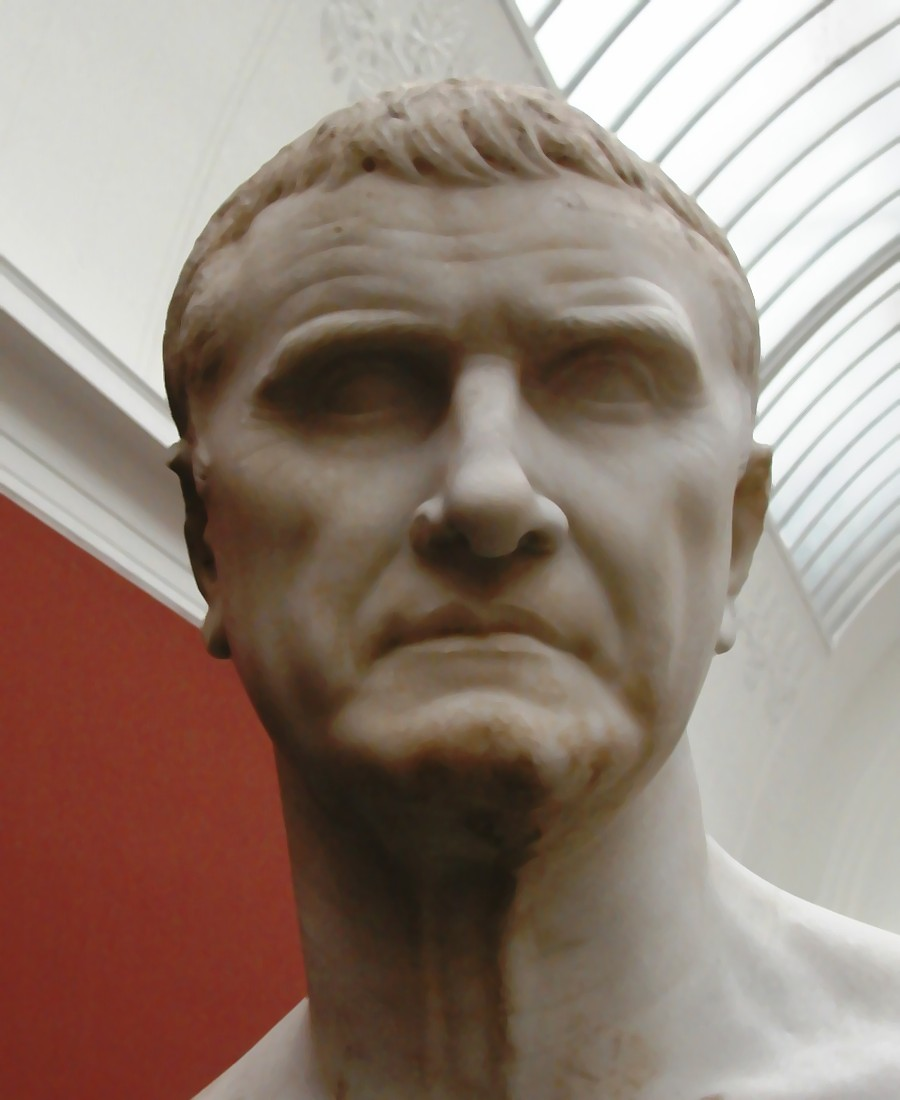
Busta Marca Licinia Crassa

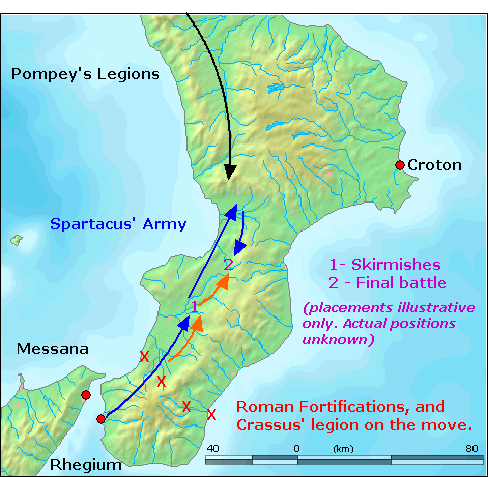
Události roku 71 př. n. l. vedoucí k závěrečné bitvě

Velitelem římských vojsk se stal Marcus Licinius Crassus. K dispozici dostal 10 legií, což bylo více než 50 000 mužů. Část své armády o síle dvou legií předal k velení legátovi Mummiovi s rozkazem vzbouřence nenapadat, jen je sledovat a kontrolovat. Mummius však příkaz porušil a byl povstalci rozprášen. Spartakus se postupně dostal až na jih Apeninského poloostrova do Lukánie. Zde obsadil město Thurii a posléze se přesunul do nejjižnějšího výběžku Itálie, do oblasti Bruttium. Crassus se vyhýbal otevřené bitvě a rozhodl se povstalce sevřít úplně na jihu, vyhladovět a pak zlikvidovat. Nechal vykopat příkop doplněný s valem a jednoduchým opevněním od jednoho břehu k druhému (přibližně na úrovni města Thurii nebo jižněji), což bylo nějakých 60 km a vyčkával. Spartakus mezitím úplně na jihu v přístavu Rhegium dojednával s piráty převoz celé obrovské skupiny povstalců na Sicílii, kde zřejmě doufal, že podnítí další vzpouru. Piráti nicméně na veliteli vzbouřenců vylákali tučnou platbu, ale pak odpluli a ponechali vzbouřence svému osudu.
Navzdory všem těžkostem a špatné situaci se zásobováním se značné části povstalců podařilo jedné noci v zimě na přelomu let 72/71 př. n. l. dostat přes Crassův příkop. V určité části ho zaházeli rozličným materiálem, zdechlinami a lidskými mrtvolami a unikli na sever. Crassovy legie tedy znovu začaly s pronásledováním. O osudu těch, kterým se uniknout nepodařilo, prameny nehovoří. Senát začal ztrácet trpělivost. Bylo potřeba vzpouru konečně zlikvidovat. Vyzval proto Pompeia a Marca Terentia Varra Luculla, aby se svými legiemi přitáhli z Hispánie respektive z Makedonie. Spartakus se to dozvěděl a rozhodl se prchnout přes Brundisium (Brindisi) přes moře do Épeiru. Jenže zjistil, že v Brundisiu se nacházejí silné římské jednotky, zřejmě už Lucullova armáda, tak od toho upustil. Spartakus se dokonce pokusil s Crassem vyjednávat, ale ten veškeré nabídky odmítl. Crassovy legie zatím dostihly část vzbouřenců vedenou Ganicem a Castem a v krvavé bitvě u Cantenny je rozdrtily. Spartakus nicméně unikal dál, avšak únava a úpadek morálky byly už v jeho vojsku patrné. Crassus nakonec zahnal povstalce do severozápadní Lukánie a chtěl si urychleně vynutit rozhodující bitvu. Obával se totiž, že Pompeius nebo Lucullus dorazí dřív a vezmou mu jeho zásluhy a slávu.

#### Bitva u řeky Silarus

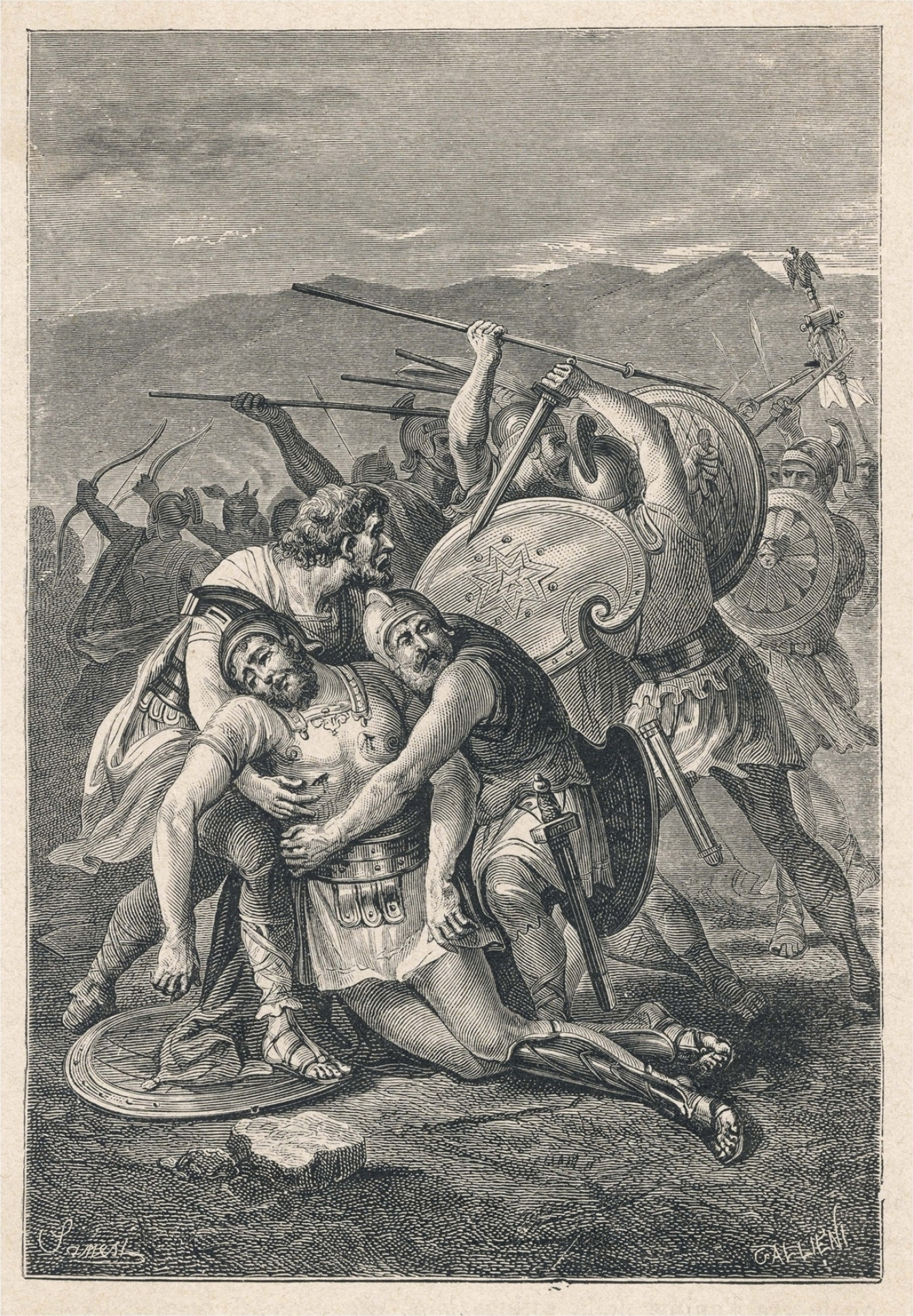
Spartakův skon v bitvě, Niccolò Sanesi

Na jaře 71 př. n. l. se Crassovo a Spartakovo vojsko střetlo v rozhodující bitvě. Odehrála se u pramene řeky Silarus (nyní Sélé). Přesné počty mužů, kteří se bitvy na obou stranách zúčastnily, nejsou známy, ale Římanů bylo asi okolo 40 000 a povstalců přinejmenším stejně nebo spíše víc (možná až okolo 60 000). Povstalci ji začali útokem, ale římští legionáři získali záhy převahu. Spartakus se pokusil během bitvy zaútočit na Crassa, dokonce zabil dva centuriony, ale nakonec byl zastaven skupinou vojáků a udolán. Tak to alespoň popisuje Plútarchos. Podle Appiána byl Spartakus raněn do stehna a nakonec zahynul v bitevní vřavě, nicméně jeho tělo se nikdy nenašlo, tudíž i jeho konec je sporný. V bitvě zahynulo mnoho desítek tisíc povstalců, ztráty Římanů byly relativně malé, Appiános uvádí jen 1 000 mužů.

### Výsledky, dozvuky

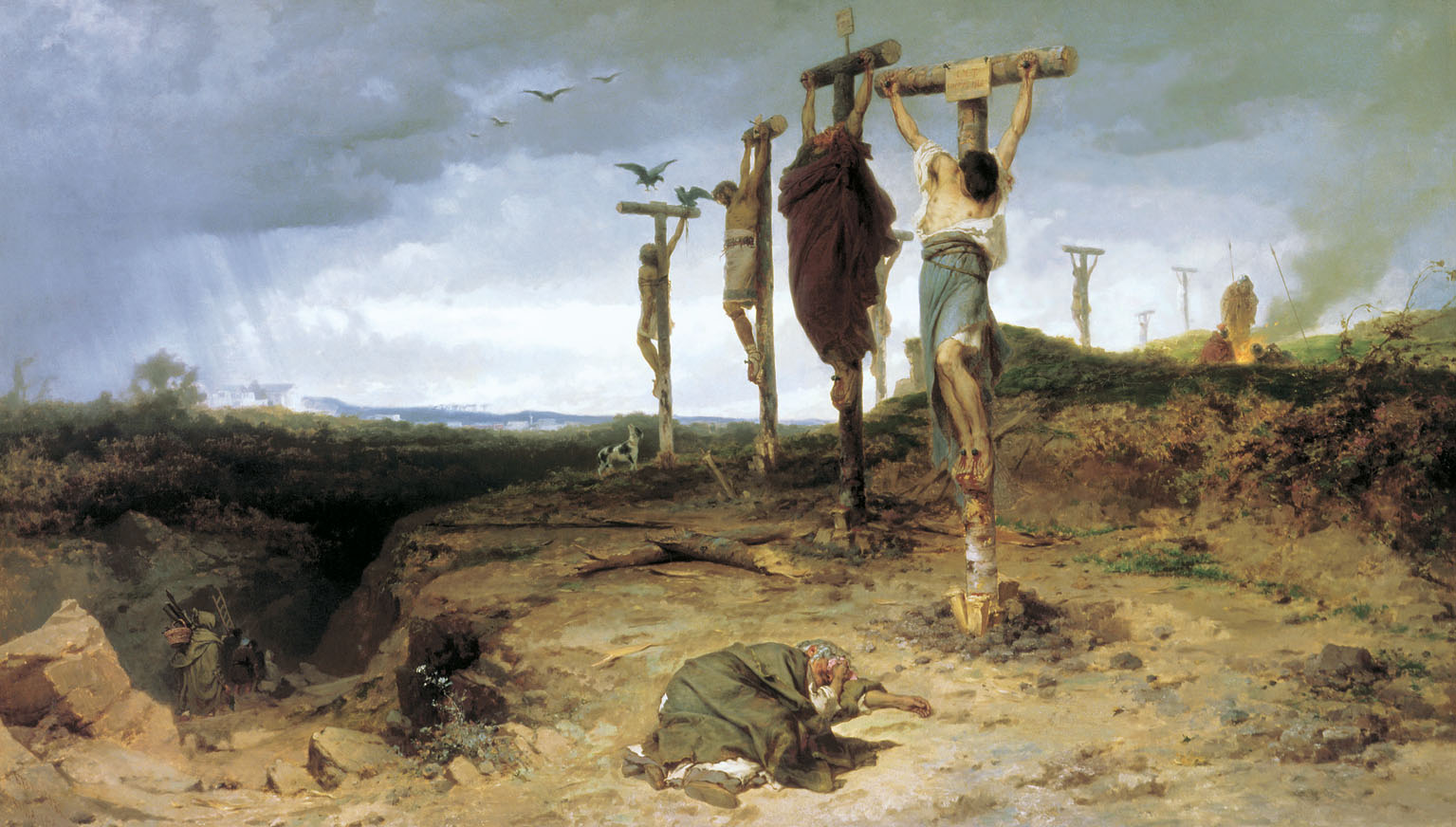
Ukřižovaní otroci, Fjodor Bronnikov (1878)

Po této bitvě se ze zbývajících povstalců stala lovná zvěř. Větší část byla pobita, 6 000 Římané zajali. Osud, který jim přichystali, byl velmi krutý. Crassus pro ně vybral trest ukřižováním (v úvahu ještě přicházelo předhození dravé zvěři, případně upálení zaživa). Takto zvolený způsob popravy byl velmi bolestivý a většinou trvalo mnoho hodin, než ukřižovaný zemřel. Cesta, podél níž byla exekuce uskutečněna, byla Via Appia, jež spojovala Řím a Capuu a měřila téměř 200 km. Vystavení ukřižovaných povstalců mělo sloužit jako odstrašující příklad, jak skončí případné další vzpoury proti římské moci.
Mezitím Pompeius, jenž se vracel s vojskem z Hispánie, využil i malé příležitosti, aby se náležitě zviditelnil a připsal si rovněž podíl na zásluhách. Podařilo se mu zachytit a pobít asi 5 000 vzbouřenců, kteří po bitvě prchali na sever. Hned o tom poslal zprávu senátu, v níž prohlásil, že ačkoliv Crassus vyhrál bitvu, on vzpouru zničil i s kořeny.
Jak Crassus tak Pompeius potlačením rebelie získali. Oba odmítli rozpustit své legie a v roce 70 př. n. l. byli oba zvoleni konzuly.
Přestože povstání bylo rozdrceno, malé zbytky povstalců vzdorovaly v horách ještě 11 let. Již se ale neodvažovaly postavit legionářům v žádných klasických bitvách. Poslední skupinu rebelů Římané zlikvidovali až v roce 60 př. n. l. v kopcích nedaleko města Thurii v Bruttiu.
Je těžké posoudit, jak povstání změnilo náhled Římanů na otroctví. Evidentně se poněkud zmírnilo chování majitelů vůči otrokům a velcí vlastníci latifundií začali na práci více využívat nemajetné námezdní síly. Příliv otroků z dobyvačných válek postupně slábl, jak se Římská říše přestávala rozšiřovat (1. až 2. století n. l.). Legální status otroků se pozvolna měnil k lepšímu – za vlády císařů Claudia a Antonia Pia byly uzákoněny některé právní normy, jež měly ulehčit jejich údělu (zákaz svévolného zabíjení, omezení špatného zacházení aj.). Jak velký vliv na tato zmírnění mělo Spartakovo povstání nelze přesně určit.

## Dědictví, odraz v kultuře

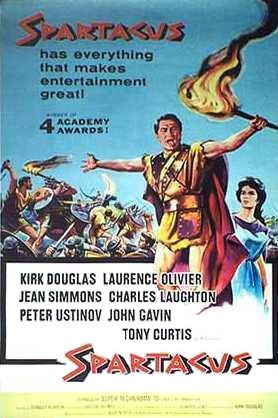
Plakát k filmu Spartakus (1960)

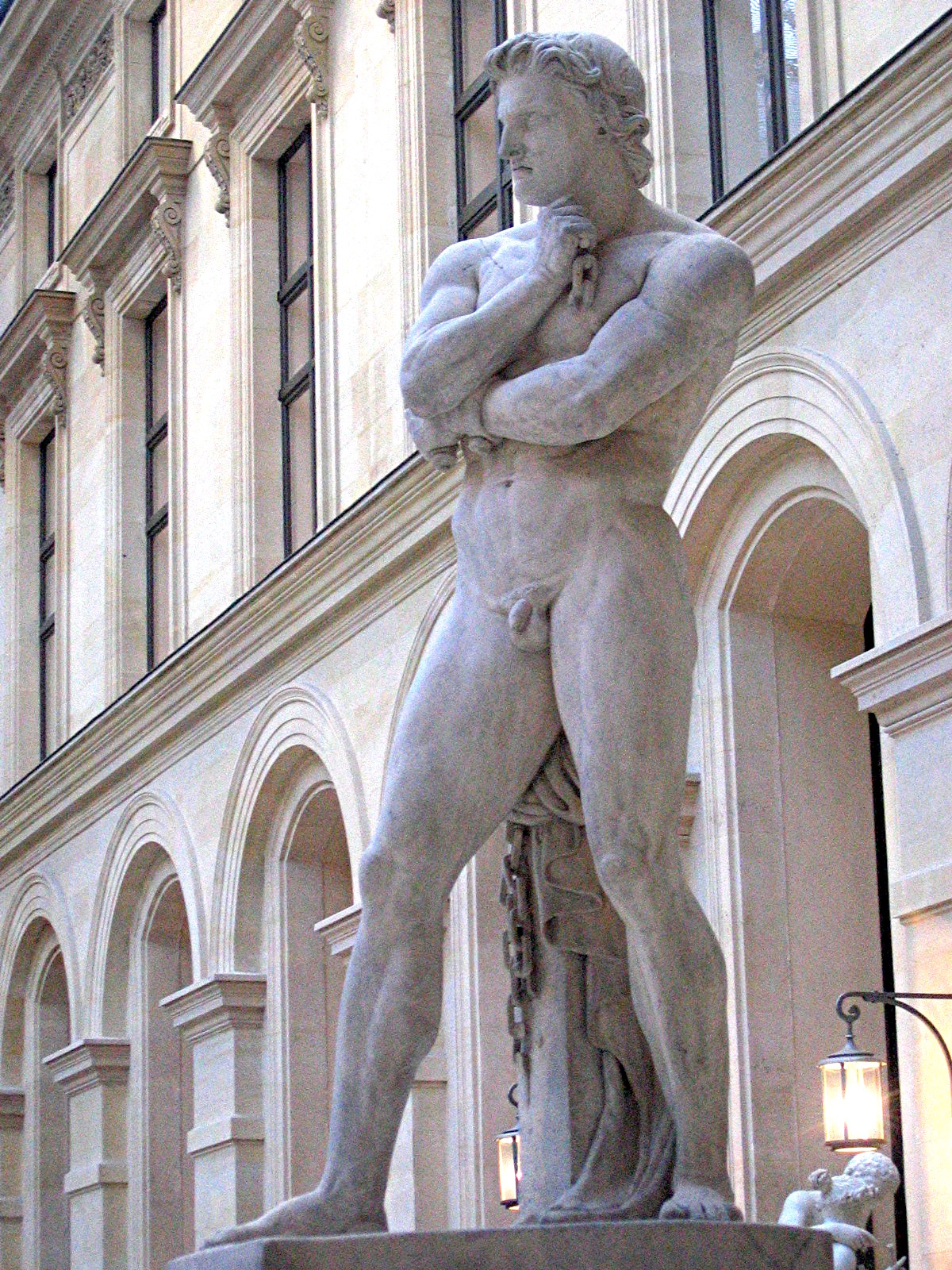
Socha Spartaka v Louvru z 19. století, dílo Denis Foyatier

Spartakus a jím vedené povstání inspirovali mnoho osobností a hnutí. Kupříkladu Voltaire zhodnotil rebelii jako zřejmě jedinou spravedlivou válku v dějinách. Toussaint Louverture, „černý Spartakus“, vůdce úspěšného povstání otroků na Haiti, měl ve Spartakově vzpouře velký vzor. Další osobnosti, jež Spartakus inspiroval, byli Giuseppe Garibaldi a Vladimír Žabotinský. Značnou přitažlivost mělo otrocké povstání především pro různá levicová hnutí, strany a režimy. Němečtí ultralevicoví revolucionáři, kteří se po 1. světové válce pokusili uchopit moc, se nazývali Spartakovci. Lenin, Stalin a před nimi i Marx spatřovali v povstání jakousi prapůvodní proletářskou revoluci. Roku 1921 došlo v Československu k prvnímu veřejnému tělocvičnému vystoupení zvanému spartakiáda, jehož název byl inspirován tímto gladiátorem. Komunistické režimy v Československu, SSSR a NDR tato hromadná vystoupení oficiálně převzaly pod patronát a organizovaly masové cvičební akce na velkých stadionech.
Spartakovo povstání mělo značný ohlas v kultuře. Události a jejich hlavní hrdina představovali námět pro mnoho knih. Spisovatelé Lewis Grassic Gibbon, Arthur Koestler a Howard Fast napsali o Spartakovi romány ve 30. až 50. letech 20. století. V roce 1954 složil Aram Chačaturjan balet Spartakus, který mu vynesl Leninův řád. V roce 1960 byl na motivy Fastovy knihy natočen Kubrickův slavný film Spartakus, kde si gladiátora zahrál Kirk Douglas. Seriál Spartakus, natočený v letech 2010 až 2013, se stal hitem stanice HBO. O revoltě vznikly i další filmy. Terry L. Mancour zasadil charakter Spartaka a boj proti otroctví do budoucnosti ve svém sci-fi románu Spartacus.